# دایچی سانکیو

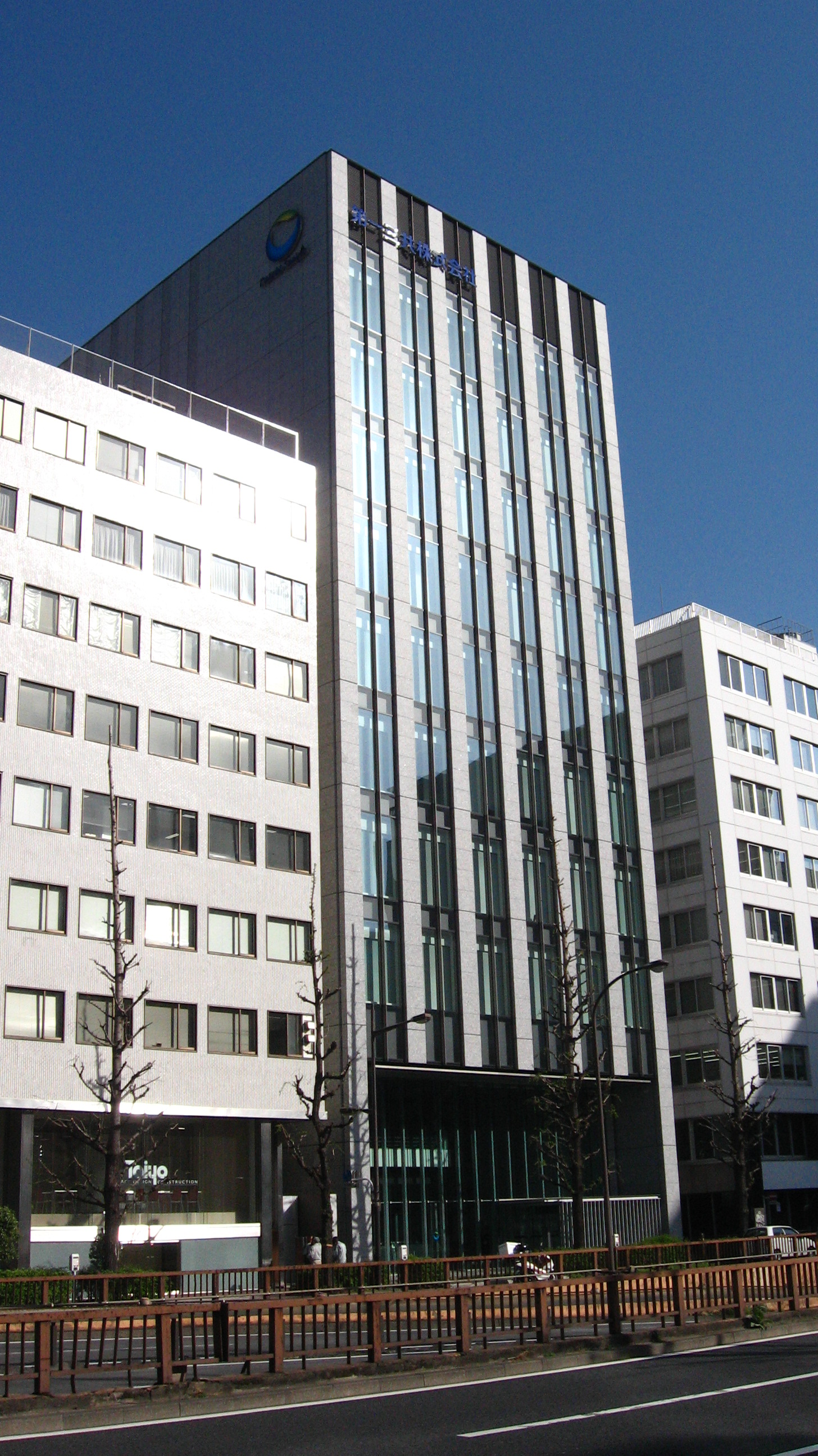
ساختمان مرکزی دایچی سانکیو

دایچی سانکیو (به ژاپنی: 第一三共株式会社) شرکت داروسازی ژاپنی است، که در زمینه تولید داروی شیمیایی و تجهیزات پزشکی فعالیت می‌کند.
شرکت دایچی سانکیو در سال ۲۰۰۵ از ادغام شرکت داروسازی دایچی و شرکت سانکیو تأسیس شد و در حال حاضر در رتبه ۱۷ از بزرگترین شرکت‌های دارویی جهان قرار دارد. این شرکت مالک آزمایشگاه رانباکسی در هند و شرکت پلکسیکان در ایالات متحده آمریکا می‌باشد.
دفتر مرکزی این شرکت در شهر توکیو، ژاپن قرار دارد و بخشی از سهام آن در بازارهای بورس توکیو، بورس اوساکا و بورس ناگویا معامله می‌شود. نیپون لایف بزرگترین سهام‌دار این شرکت به‌شمار می‌آید.